# Kirsty Lee Allan
 (décembre 2010).
Si vous disposez d'ouvrages ou d'articles de référence ou si vous connaissez des sites web de qualité traitant du thème abordé ici, merci de compléter l'article en donnant les références utiles à sa vérifiabilité et en les liant à la section « Notes et références ».
Kirsty Lee Allan, née le 15 décembre 1984 à Dubbo, New South Wales (Australie), est une actrice australienne.              

## Carrière
Kirsty est une actrice australienne qui a commencé sa carrière comme mannequin et danseuse dans un groupe de filles. Elle obtient un diplôme d'arts de la scène.
Kirsty a joué dans de nombreuses productions théâtrales ; elle a aussi fait de brèves apparitions dans des comédies comme Fat Pizza où elle joue le rôle de Sharone ou encore dans Swift and shift couriers où elle joue le rôle de Leanne Murdoch.
Elle rejoint le casting de la série australienne Sea Patrol pour la saison 2, qui fut diffusée pour la première fois sur Channel 9 le 31 mars 2008. Elle y joue Rebecca 'Bomber' Brown aux côtés de Saskia Burmeister, David Lyons, Jeremy Lindsay Taylor, etc.

## Nominations
- 2010 - Femme la plus populaire et talentueuse (TV Week Logie).